# Leucopogon
Leucopogon  (лат.) — крупный род растений семейства Вересковые.

## Ареал
Виды рода Leucopogon встречаются в Австралии, Новой Зеландии, Новой Каледонии, на островах Тихого океана и в Малайзии, с наибольшим видовым разнообразием в юго-восточной Австралии.

## Виды
Род включает в себя около 260 видов, в том числе:
- Leucopogon acicularis Benth.
- Leucopogon allittii F.Muell.
- Leucopogon alternifolius R.Br.
- Leucopogon altissimus Hislop
- Leucopogon amplectens Ostenf.
- Leucopogon apiculatus R.Br.
- Leucopogon assimilis R.Br.
- Leucopogon atherolepis Stschegl.
- Leucopogon australis R.Br.
- Leucopogon blepharolepis (F.Muell.) Benth.
- Leucopogon borealis Hislop & A.R.Chapm.
- Leucopogon bossiaea (F.Muell.) Benth.
- Leucopogon bracteolaris Benth.
- Leucopogon brevicuspis Benth.
- Leucopogon breviflorus F.Muell.
- Leucopogon canaliculatus Hislop
- Leucopogon capitellatus DC.

## Интересные факты
- Слово «Leucopogon» происходит от древнегреческого и переводится как «белая борода» (англ. White Beard)[4].